# Anthococcus keravatae
Anthococcus keravatae är en insektsart som beskrevs av Williams och Watson 1990. Anthococcus keravatae ingår i släktet Anthococcus och familjen skålsköldlöss.
Artens utbredningsområde är Papua Nya Guinea. Inga underarter finns listade i Catalogue of Life.